# 809 (numero)
Ottocentonove (809) è il numero naturale dopo l'808 e prima dell'810.

## Proprietà matematiche
- È un numero primo.
  - È un numero primo gemello con 811. La coppia di primi gemelli (809, 811) è la più piccola a non avere nessuna cifra prima in base 10.
  - È un numero primo di Chen.
  - È un numero primo di Sophie Germain, dato che 809·2+1=1619, che è ancora un numero primo.
  - È un numero primo di Eisenstein con parte immaginaria nulla.
  - È un numero primo irregolare.
  - È il più piccolo numero primo la cui quarta potenza contenga tutte le cifre da 1 a 9 (8094=428345379361).
  - È il più grande numero primo p minore di 10000 tale che 2p meno il p-esimo numero della successione di Fibonacci sia ancora un numero primo.
- È un numero odioso.
- Può essere espresso sia come somma che come differenza di due quadrati: 809=28²+52²=405²-404²

Segnale stradale della strada statale 809 della Florida.

- È parte delle terne pitagoriche (280, 759, 809), (809, 327240, 327241).
- È un numero palindromo e un numero ondulante nel sistema di numerazione posizionale a base 11 (676) e in quello a base 12 (575).

## Astronomia
- 809 Lundia è un asteroide della fascia principale.
- IC 809 è una galassia ellittica visibile nella costellazione della Vergine.
- Gliese 809 è un oggetto celeste.
- Cosmos 809 è un satellite artificiale russo.

## Altri ambiti
- Le locomotive gruppo 809 erano locotender a vapore di piccole dimensioni che le Ferrovie dello Stato Italiane acquisirono in conto riparazioni belliche dalle ferrovie statali imperial regie dell'Austria alla fine della prima guerra mondiale.
- La Route nationale 809 è una strada statale in Francia (Orne - Calvados).